# Telestes turskyi
Telestes turskyi é uma espécie de peixe ciprinídio restrito ao rio Cikola, um tributário do rio Krka, na Croácia. Esta espécie foi julgada extinta, mas foi encontrada em Maio de 2002 por J. Freyhof e N. Bogutskaya. O seu habitat continua em declínio devido a extracção de água e à seca.